# Аль-Гамди, Умар
Ома́р а́ль-Гамди́ (араб. عُمر الغامدي‎ ;11 апреля 1979 года, Мекка, Саудовская Аравия) — саудовский футболист, опорный полузащитник. Выступал за сборную Саудовской Аравии. Участник чемпионата мира 2002 года и чемпионата мира 2006 года.

## Карьера

### Клубная
Первоначально должен был играть за «Аль-Иттихад» из Джидды, но, неожиданно для всех, перешёл в стан их главного конкурента клуба «Аль-Хиляль» из Эр-Рияда, в котором в итоге и начал профессиональную карьеру в 1999 году и за который выступает по сей день, выиграв вместе с командой за это время 3 раза чемпионат Саудовской Аравии, 5 раз Кубок наследного принца Саудовской Аравии, 1 раз Кубок Саудовской федерации футбола, 2 раза Кубок принца Фейсала, и по 1-му разу Лигу чемпионов АФК, Кубок обладателей кубков Азии, Суперкубок Азии, Арабский кубок обладателей кубков, Арабский суперкубок и Саудовско-Египетский суперкубок.

### В сборной
В составе главной национальной сборной Саудовской Аравии выступает с 2000 года. Участник чемпионата мира 2002 года и чемпионата мира 2006 года. Вместе с командой становился финалистом Кубка Азии в 2007 году, а также обладателем Кубка арабских наций и дважды Кубка наций Персидского залива.

## Достижения

### Командные
Финалист Кубка Азии: (1)
- 2007

Обладатель Кубка арабских наций: (1)
- 2002

Обладатель Кубка наций Персидского залива: (2)
- 2002, 2003

Чемпион Саудовской Аравии: (3)
- 2001/02, 2004/05, 2007/08

Обладатель Кубка наследного принца Саудовской Аравии: (5)
- 1999/00, 2002/03, 2004/05, 2005/06, 2007/08

Обладатель Кубка Саудовской федерации футбола: (1)
- 1999/00

Обладатель Кубка принца Фейсала: (2)
- 2004/05, 2005/06

Победитель Лиги чемпионов АФК: (1)
- 2000

Обладатель Кубка обладателей кубков Азии: (1)
- 2002

Обладатель Суперкубка Азии: (1)
- 2000

Обладатель Арабского кубка обладателей кубков: (1)
- 2000/01

Обладатель Арабского суперкубка: (1)
- 2001

Обладатель Саудовско-Египетского суперкубка: (1)
- 2001